# Алтадина (Калифорнија)
Алтадина (енгл. Altadena) насељено је место без административног статуса у америчкој савезној држави Калифорнија.

## Демографија
По попису из 2010. године број становника је 42.777, што је 167 (0,4%) становника више него 2000. године.
| Група             | 2000.          | 2010.          |
| Белци             | 16.848 (39,5%) | 17.231 (40,3%) |
| Афроамериканци    | 13.388 (31,4%) | 10.136 (23,7%) |
| Азијати           | 1.807 (4,2%)   | 2.307 (5,4%)   |
| Хиспаноамериканци | 8.690 (20,4%)  | 11.502 (26,9%) |
| Укупно            | 42.610         | 42.777         |